# Jerzy Sulima-Kamiński (pisarz)
Jerzy Bolesław Sulima-Kamiński (ur. 20 września 1928 w Bydgoszczy, zm. 19 marca 2002 tamże) – polski pisarz, poeta i dziennikarz radiowy związany z Bydgoszczą.

## Życiorys
Urodził się 20 września 1928 roku w Bydgoszczy. Pochodził z rodziny urzędnika państwowego Bolesława Kamińskiego i Marty z Kilichowskich. W latach 30. uczęszczał do szkoły powszechnej w Bydgoszczy. W latach okupacji niemieckiej był uczniem ślusarskim na kolei (1943-1945). Po zakończeniu wojny uczęszczał do gimnazjum. Studiował dwa lata w bydgoskiej Wieczorowej Szkole Inżynierskiej. W latach 1948–1951 pracował w Bydgoskiej Fabryce Maszyn jako konstruktor, a następnie w Bydgoskim Biurze Projektowo-Badawczym (1951-1952), Zakładach Rowerowych „Romet” (1953-1954), Klubie Międzynarodowej Prasy i Książki, a następnie w Rozgłośni Polskiego Radia w Bydgoszczy (1955-1990).
W latach 1955–1956 uczestniczył w kursie dla pracowników kulturalnych w Ośrodku Szkolenia Dziennikarskiego w Warszawie. W rozgłośni bydgoskiej zajmował kolejno stanowiska: redaktora, starszego redaktora, redaktora odpowiedzialnego w Redakcji literackiej, zastępcy kierownika Redakcji Programów Literackich i Reportaży.
Działalność literacką rozpoczął w 1953 roku wierszem „Mleczarz” zamieszczonym w czasopiśmie „Nowe Tory”. Jego debiut radiowy przypadł w 1954 roku (opowiadanie „Dezynfektor”), a książkowy w 1958 r. (zbiór opowiadań „Czy księżyc się boi?”). Był autorem wielu słuchowisk radiowych, felietonów, recenzji literackich i audycji monograficznych na lokalnej i ogólnopolskiej antenie radiowej. Wiele z nich zebrał w tomie „Cymelium” (1978). Swoje utwory publikował na łamach czasopism regionalnych („Pomorze”, „Fakty”) i ogólnopolskich („Życie literackie”, „Kultura”, „Tygodnik Kulturalny”, „Dialog”, „Miesięcznik kulturalny”). Pisał również opowiadania i powieści.
Powszechne uznanie zyskał trylogią bydgoską „Most Królowej Jadwigi”, wydaną w 1981 roku jako dzieło jednotomowe. W 1984 roku wydał wersję trzytomową, a w 1988 roku zmienione trzecie wydanie. Ta wersja stanowiła pierwszą część zamierzonej sagi, która miała objąć trzy cezury czasowe w dziejach Bydgoszczy: późne lata 30., aż do wybuchu II wojny światowej (tom 1), okres okupacji niemieckiej (tom 2) i lata powojenne, po rok 1951 (tom 3). Kolejne wydanie sagi bydgoskiej w jednym woluminie ukazało się w 1998 roku.
Most Królowej Jadwigi był sagą o bydgoskim drobnomieszczaństwie, która „nabrała walorów uniwersalnych”. Powieść przeniesiono na deski teatru (2000 r., Andrzej Maria Marczewski). Nieformalnym czwartym tomem sagi bydgoskiej była powieść „Bilet do Singapuru”, wydana w 1991 roku.
Od 1959 roku był członkiem Związku Literatów Polskich. Oddawał się również działalności społecznej i kulturalnej w Bydgoszczy. Opowiadał się m.in. za odbudową zachodniej pierzei Starego Rynku oraz uczestniczył w poczynaniach zmierzających do utworzenia w Bydgoszczy uniwersytetu. Przez dwie kadencje (1994-2002) zasiadał w Radzie Miasta Bydgoszczy, gdzie zajmował się sferami kultury i nauki. W latach 1998–2002 przewodniczył podkomisji do spraw nazewnictwa miejskiego.
Zmarł 19 marca 2002 roku w Bydgoszczy. Został pochowany na Cmentarzu Starofarnym przy ul. Grunwaldzkiej.

### Rodzina
Jerzy Sulima-Kamiński od 1952 roku był żonaty z Ireną z d. Kuligowską. Miał córkę Elżbietę, której dedykował powieść „Most Królowej Jadwigi”.

## Wybrane dzieła
Powieści:
- „Czy księżyc się boi?” (1958),
- „Kapelusz z woalką” (1964),
- „Ktoś z jemiołą” (1968),
- „Dach mojej mamy” (1970),
- „Stan podgorączkowy” (1972),
- „Lot na uwięzi” (1974),
- „Pustaki” (1977),
- „Trzynoga” (1979),
- „Raj bez Ewy” (1982),
- „Most Królowej Jadwigi” (1981-1988),
- „Bilet do Singapuru” (1991),
- „Koktajl Dalajlamy” (1997).

Wydał też zbiór portretów bydgoskich ludzi kultury i sztuki – „Trzydzieści jeden lusterek” (1993). W 1989 roku ukazała się powieść dla młodzieży „Dokąd biegną Twoje konie?”

## Nagrody i odznaczenia
- Nagroda artystyczna miasta Bydgoszczy (1959) „za opowiadania literackie i słuchowiska radiowe oraz zbiór opowiadań pt. „Czy księżyc się boi?”,
- Indywidualna nagroda wojewódzka II stopnia w dziedzinie kultury (1974),
  - Indywidualna nagroda wojewódzka I stopnia w dziedzinie kultury (1983),
- Nagroda Komitetu ds. Radia i Telewizji za całokształt pracy literackiej dla radia,
- Nagroda im. Klemensa Janickiego (1986),
- Odznaka „Zasłużony Działacz Kultury”,
- Nagroda literacka „Faktów” (1983),
- Krzyż Kawalerski Orderu Odrodzenia Polski (1985),
- Złoty Krzyż Zasługi
- Medal 40-lecia Polski Ludowej
- Krzyż Oficerski Orderu Odrodzenia Polski (2002, pośmiertnie)
- Odznaka „Bydgoszcz Zasłużonemu Obywatelowi”
- Odznaka Honorowa „Za szczególne zasługi dla województwa bydgoskiego”

## Upamiętnienie
Od 2002 roku jego imię nosi Most Staromiejski w Bydgoszczy, a także Gimnazjum nr 24 w Bydgoszczy. W plebiscycie Gazety Wyborczej (2000) znalazł się wśród najwybitniejszych bydgoszczan XX wieku.